# Джъстин Уилсън
Джъстин Уилсън (на английски: Justin Wilson) е бивш пилот от Формула 1.

## Формула 1
Уилсън прави своя дебют във Формула 1 в Голямата награда на Австралия през 2003 година. В световния шампионат записва 16 състезания, като се класира веднъж в зоната на точките, състезава се за отборите на „Минарди“ и „Ягуар“.